# Biserica de lemn din Tupșa

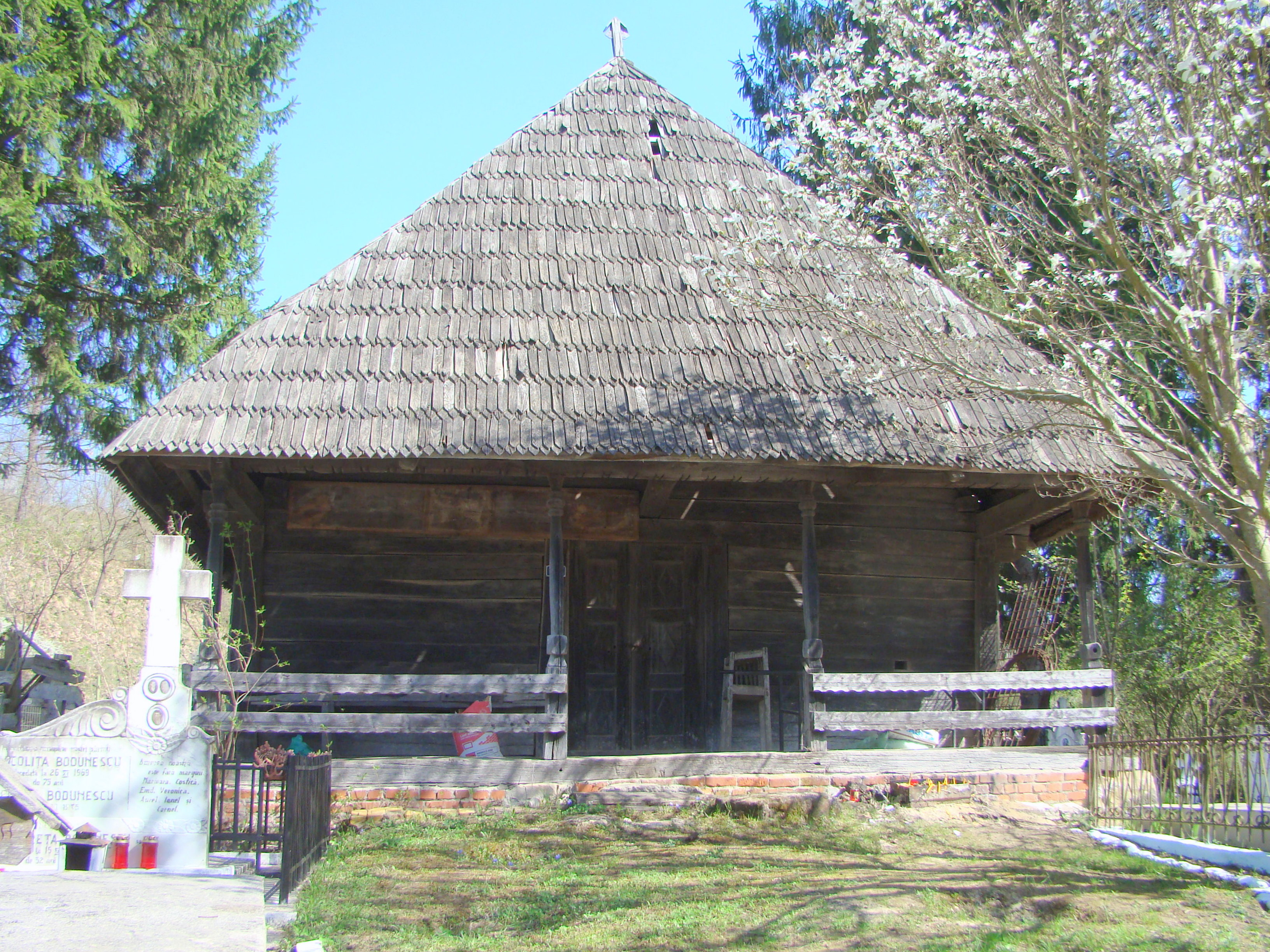
Biserica de lemn „Adormirea Maicii Domnului” din Tupșa, oraș Târgu Cărbunești, foto: aprilie 2018.

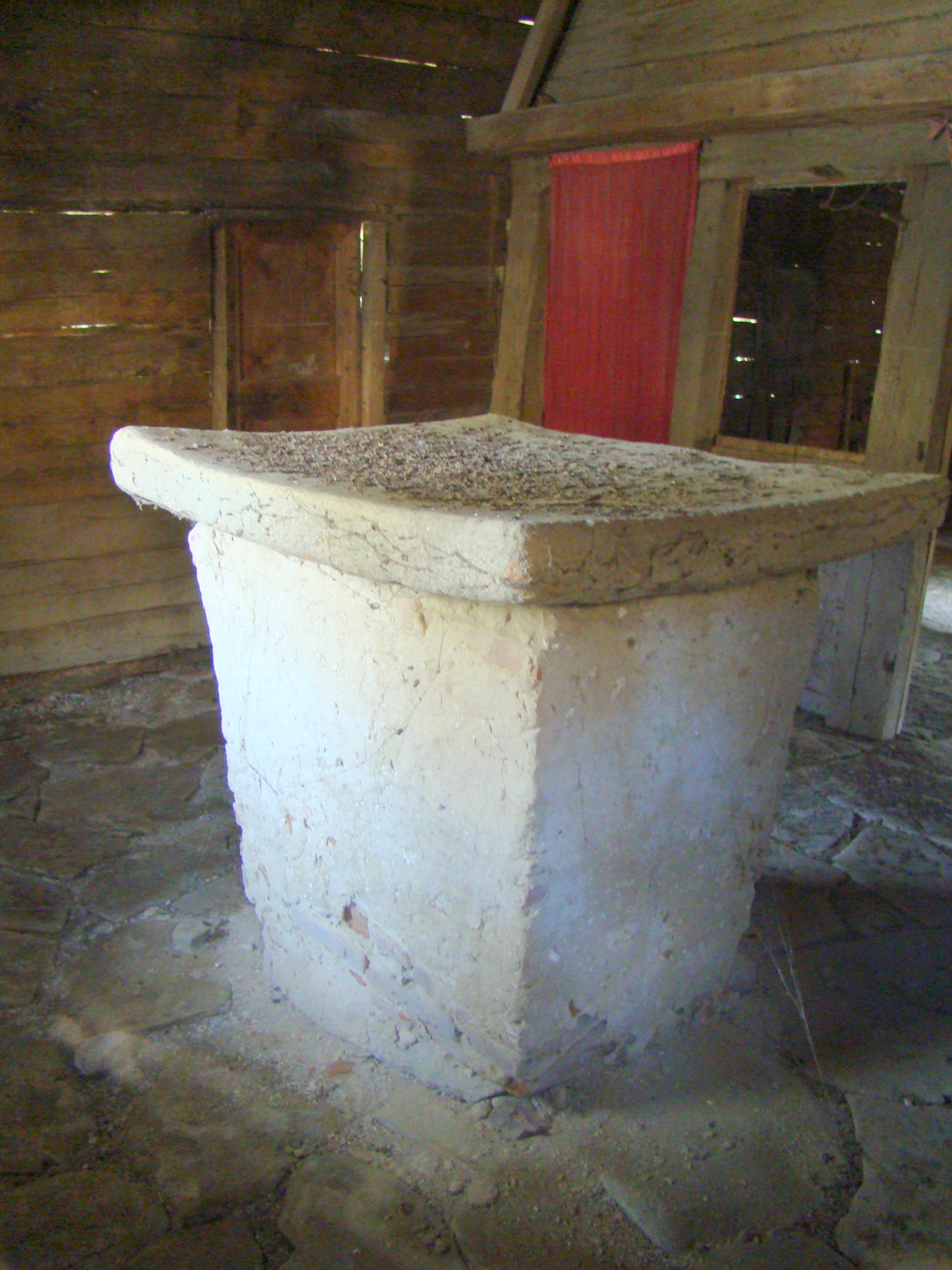
Interiorul altarului

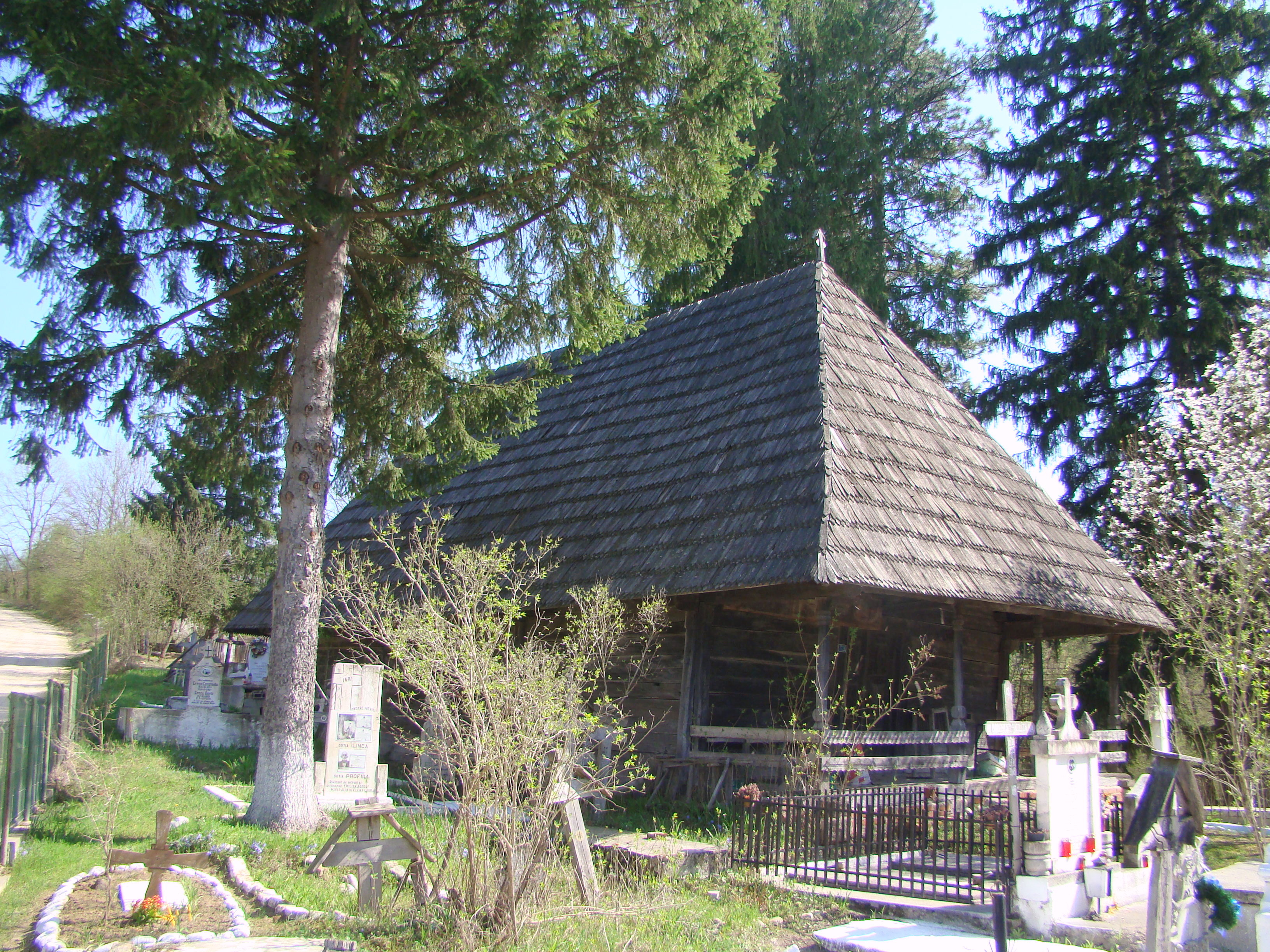
Biserica (nord-vest)

Biserica de lemn din Tupșa, oraș Târgu Cărbunești, datează din anul 1832. Are hramul „Adormirea Maicii Domnului”. Biserica se află pe noua listă a monumentelor istorice sub codul LMI:  GJ-II-m-B-09396.

## Istoric și trăsături
Biserica este clădită din bârne de lemn, netencuită; are formă de navă, fără turn, cu pridvor pe stâlpi, cu capete sculptate, pe latura vestică, în timp ce absida altarului este decroșată, poligonală, cu cinci laturi. Anul construcției este 1832; biserica este închisă cultului, iar starea foarte proastă a acoperișului de șindrilă duce la degradarea iremediabilă a picturii din interior.

## Galerie de imagini

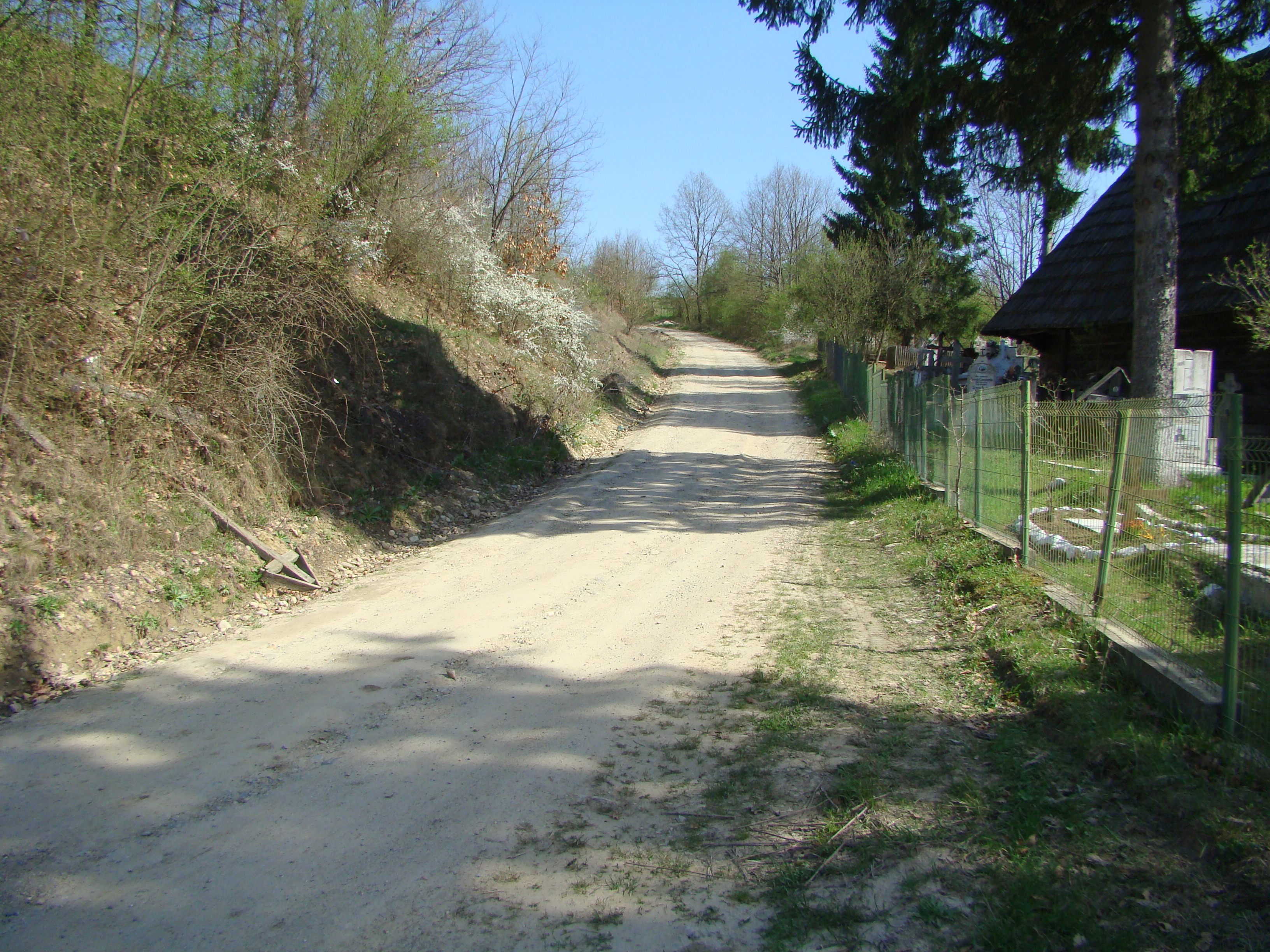
Drumul spre biserică
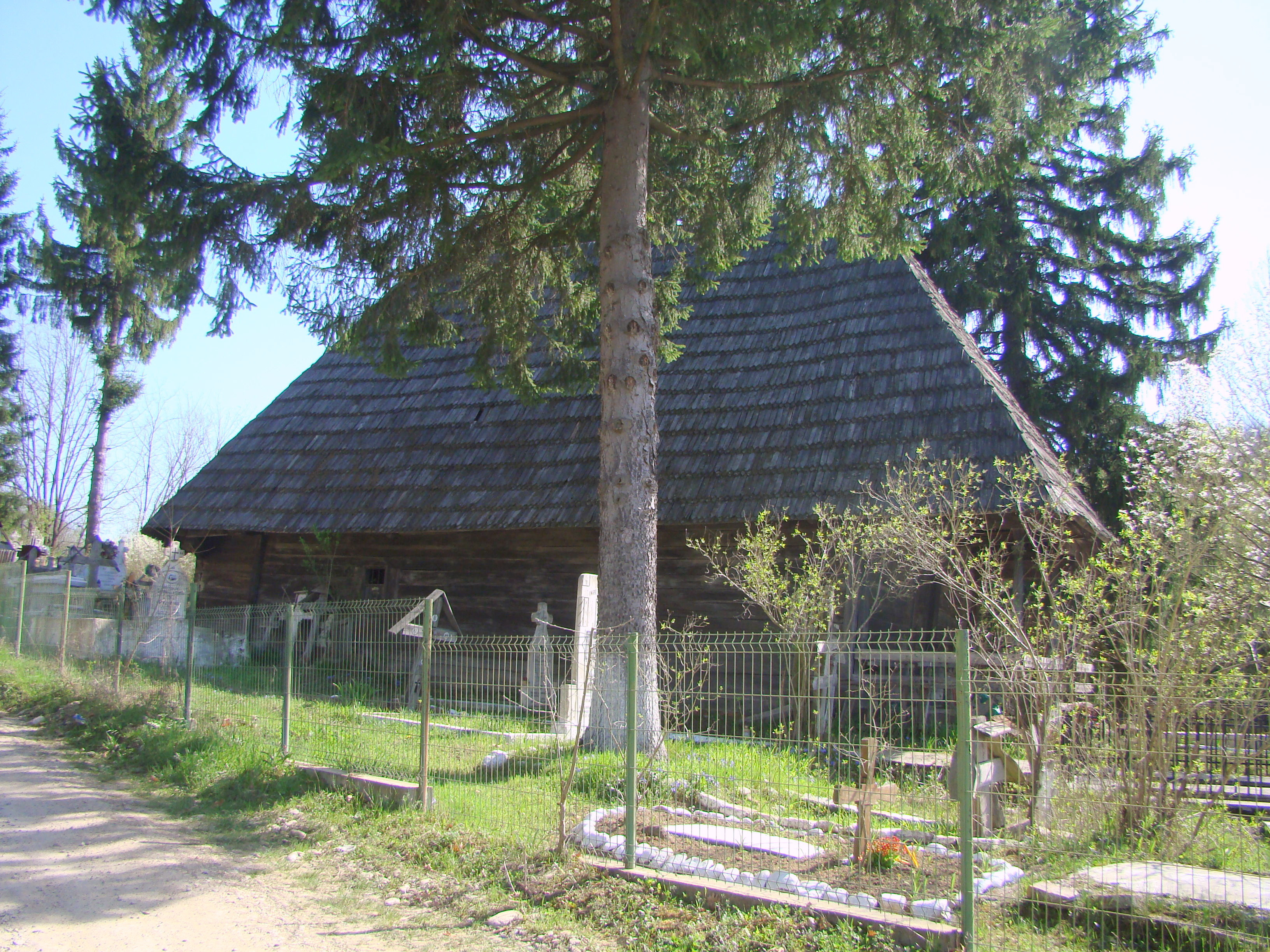
Biserica văzută din drum
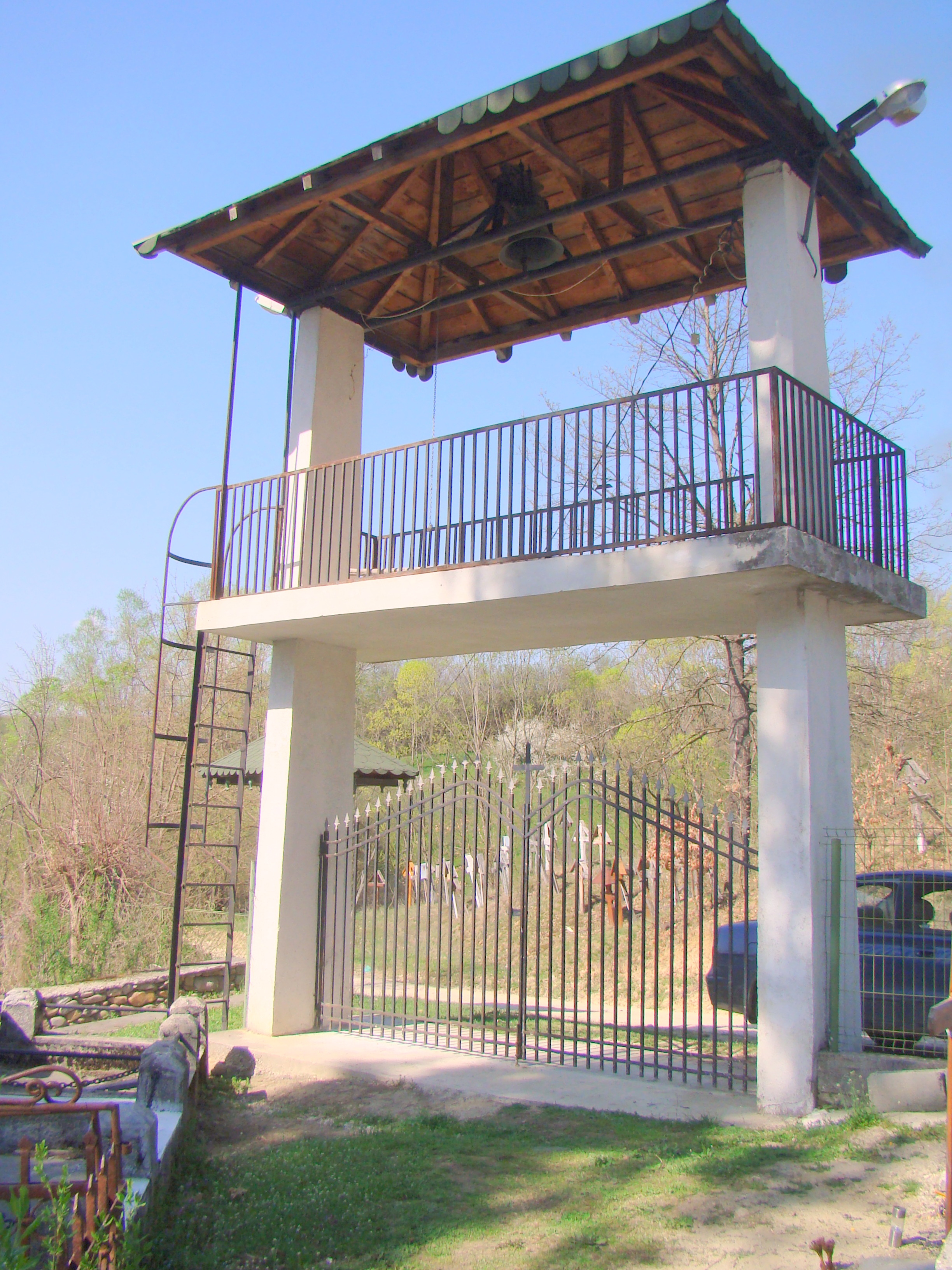
Clopotnița
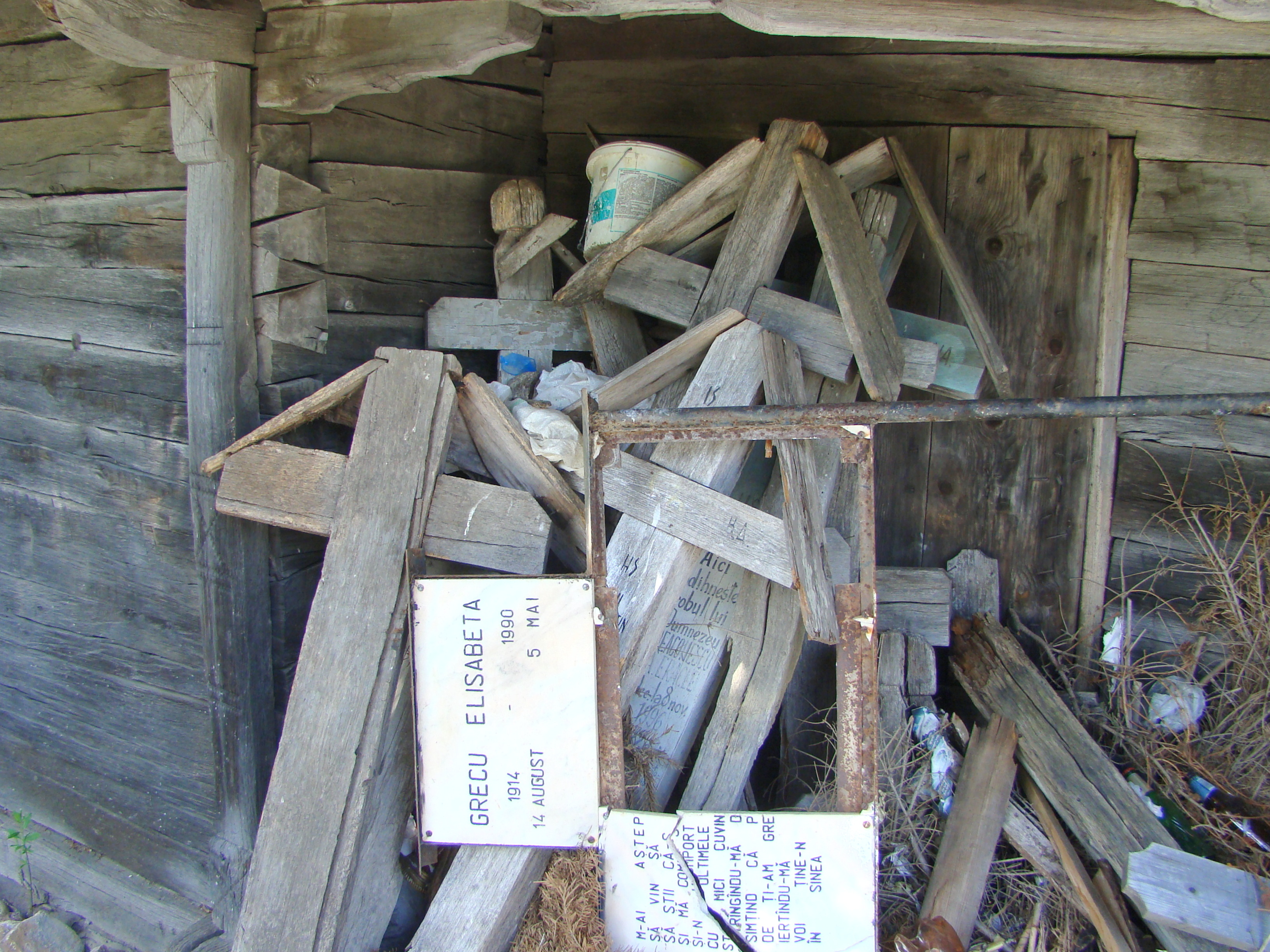
Cruci sub nişă, sud
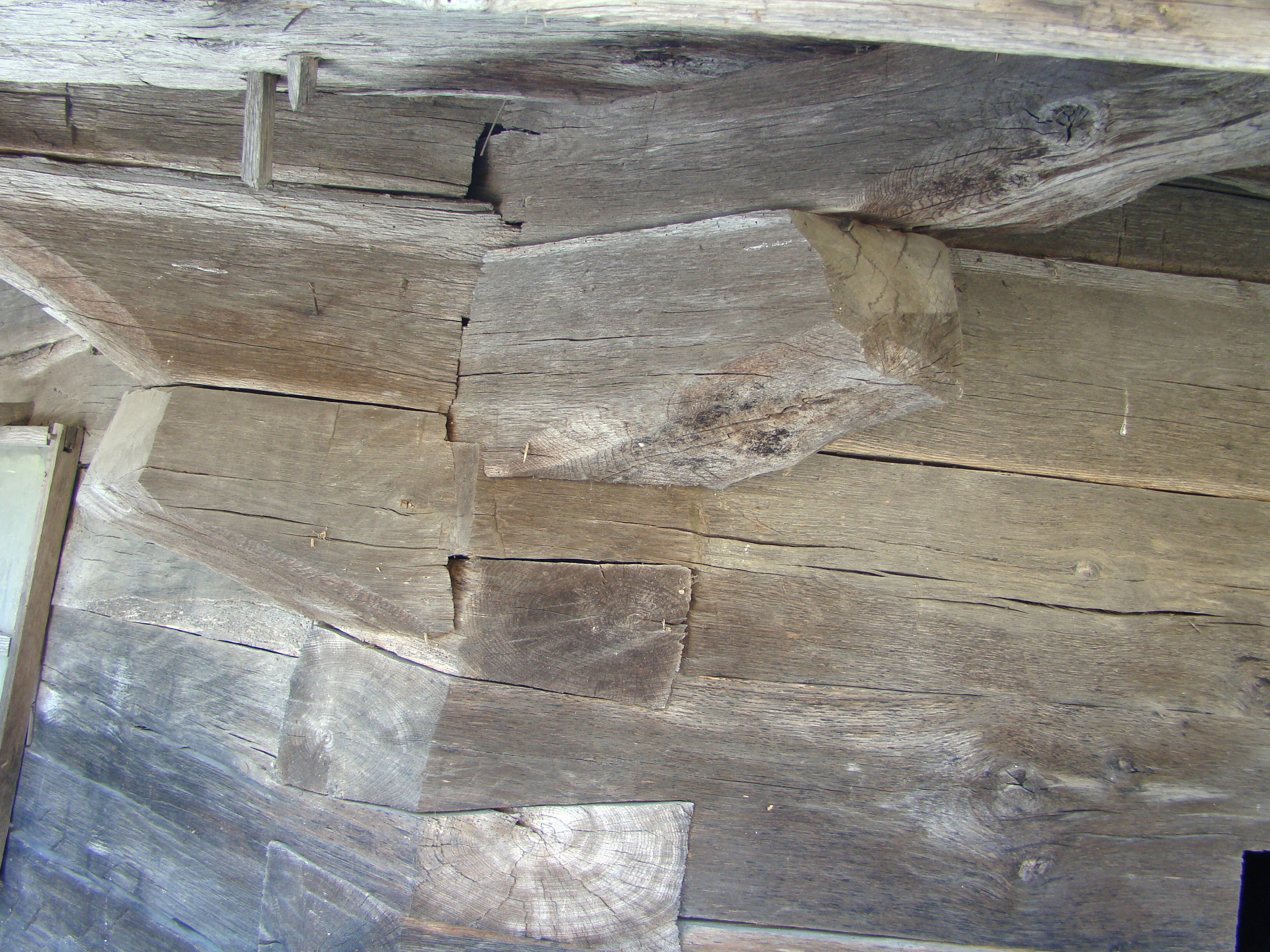
Console
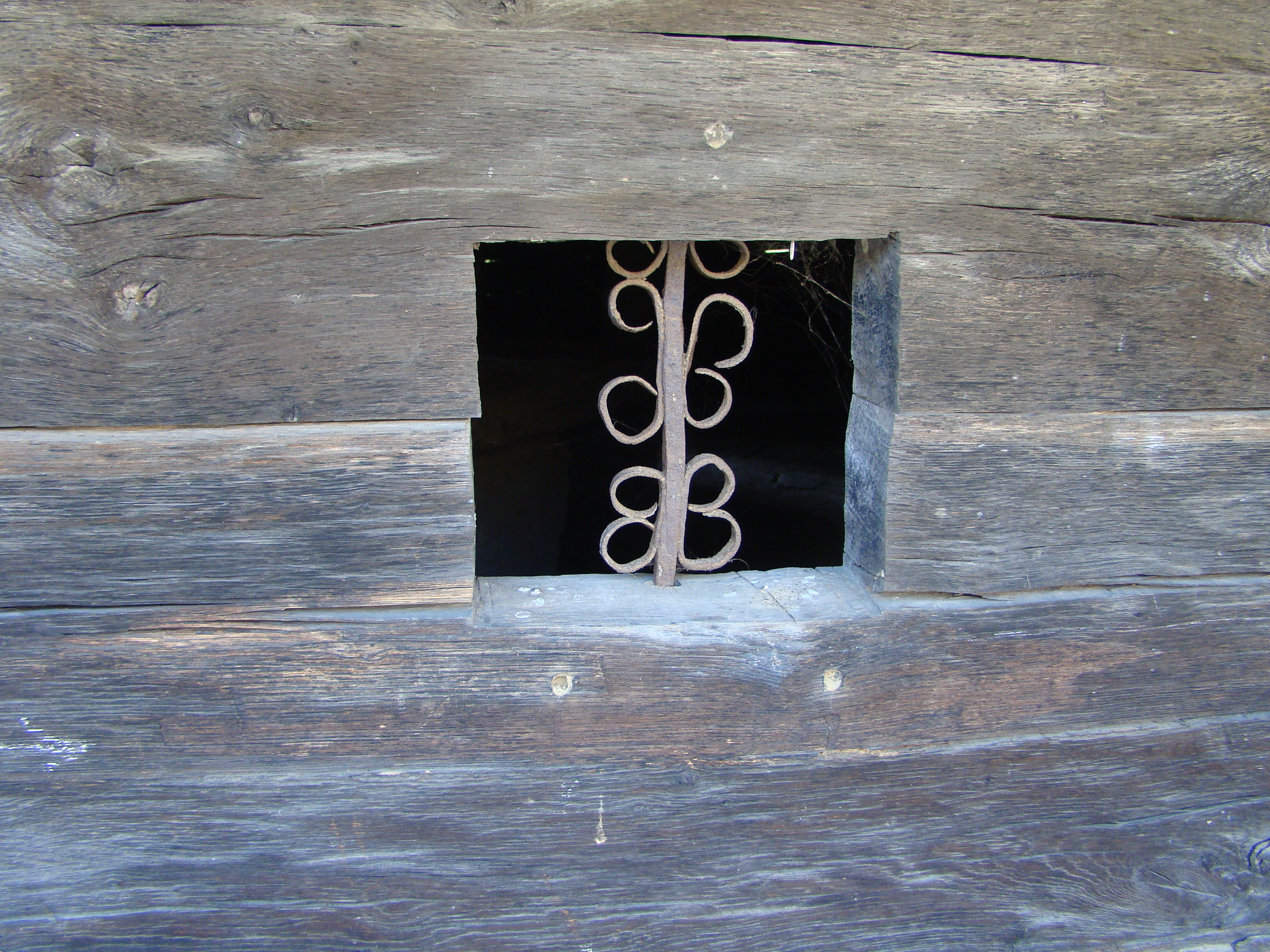
Fereastră
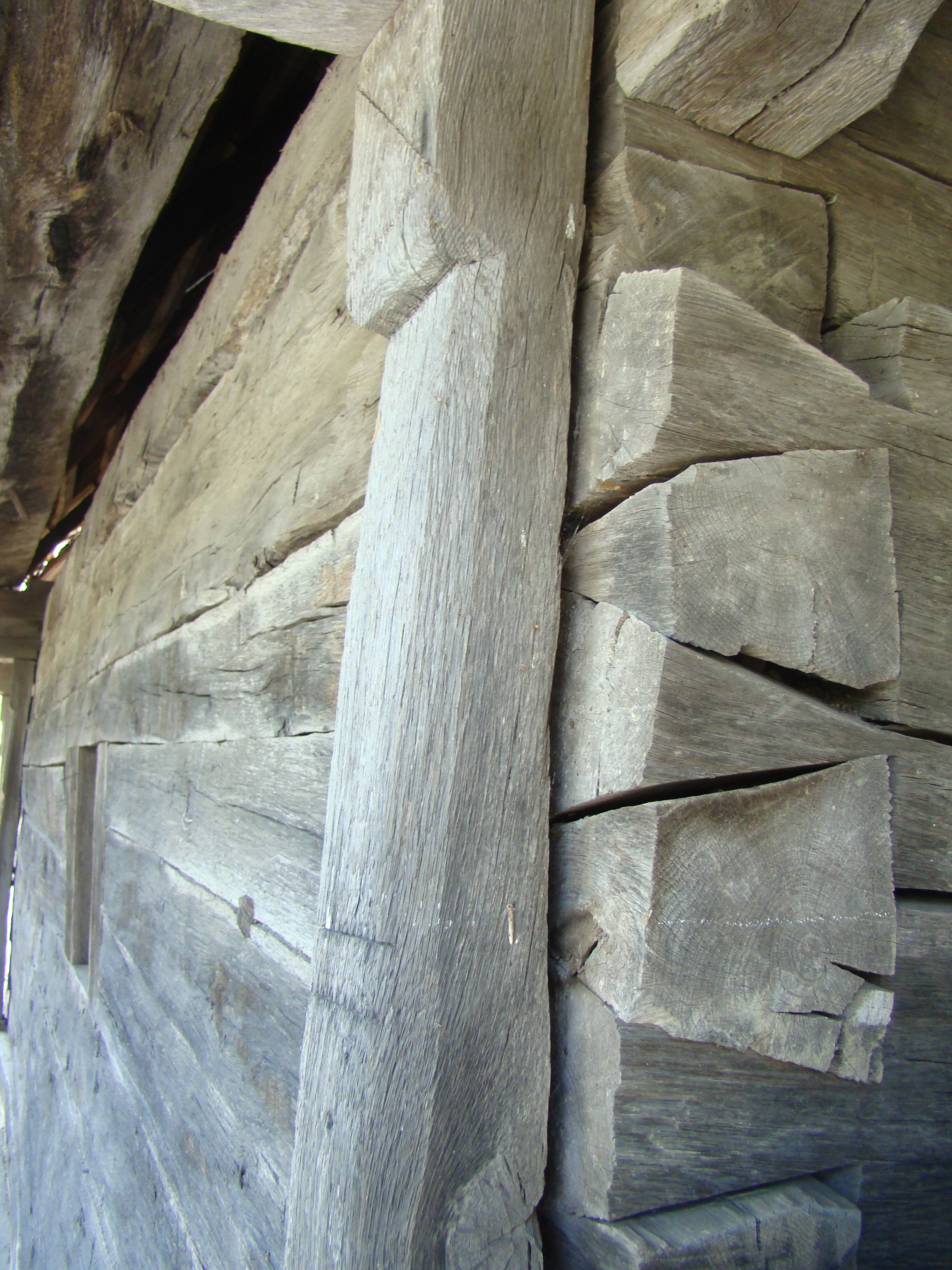
Îmbinări
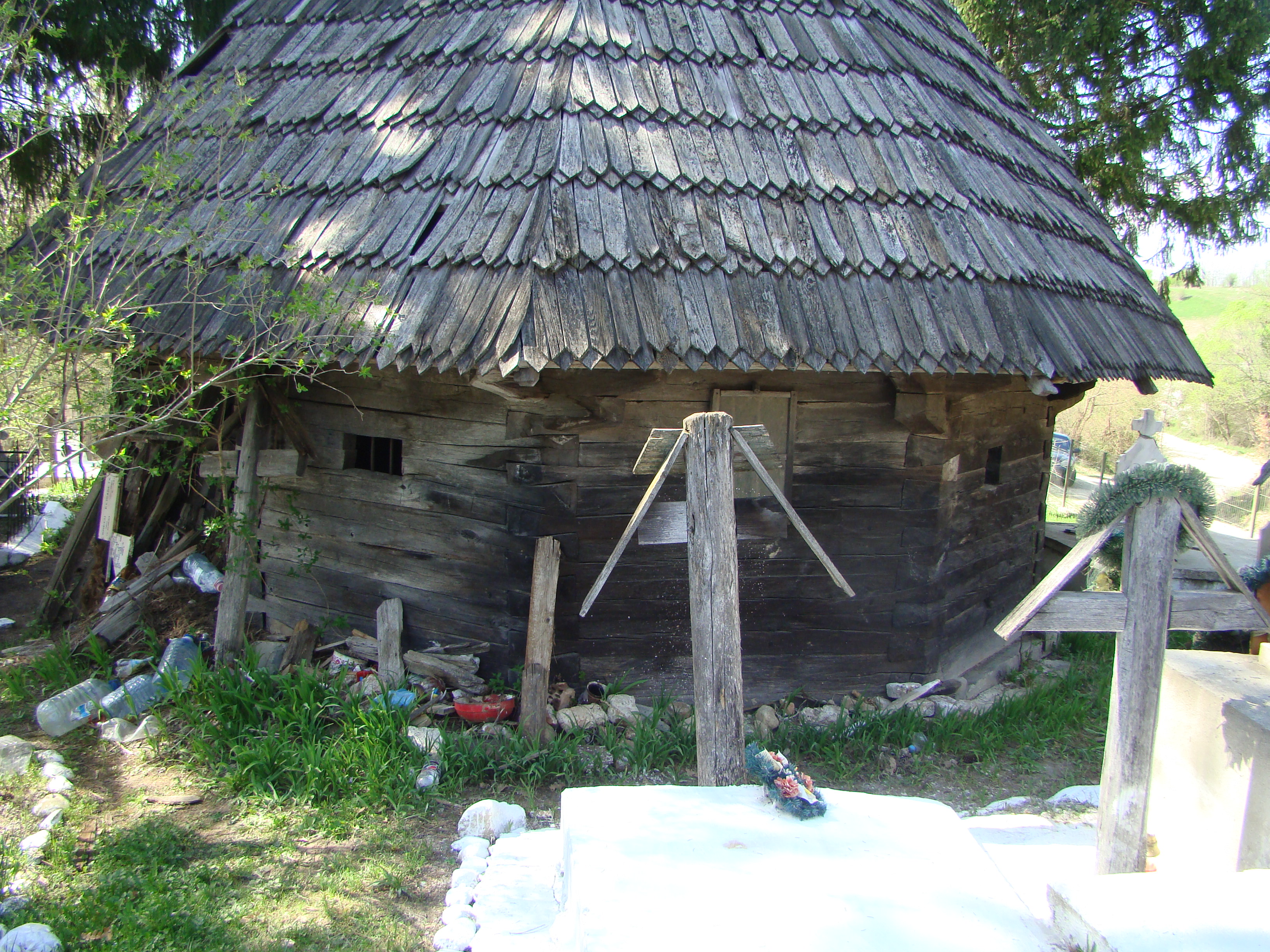
Dosul altarului
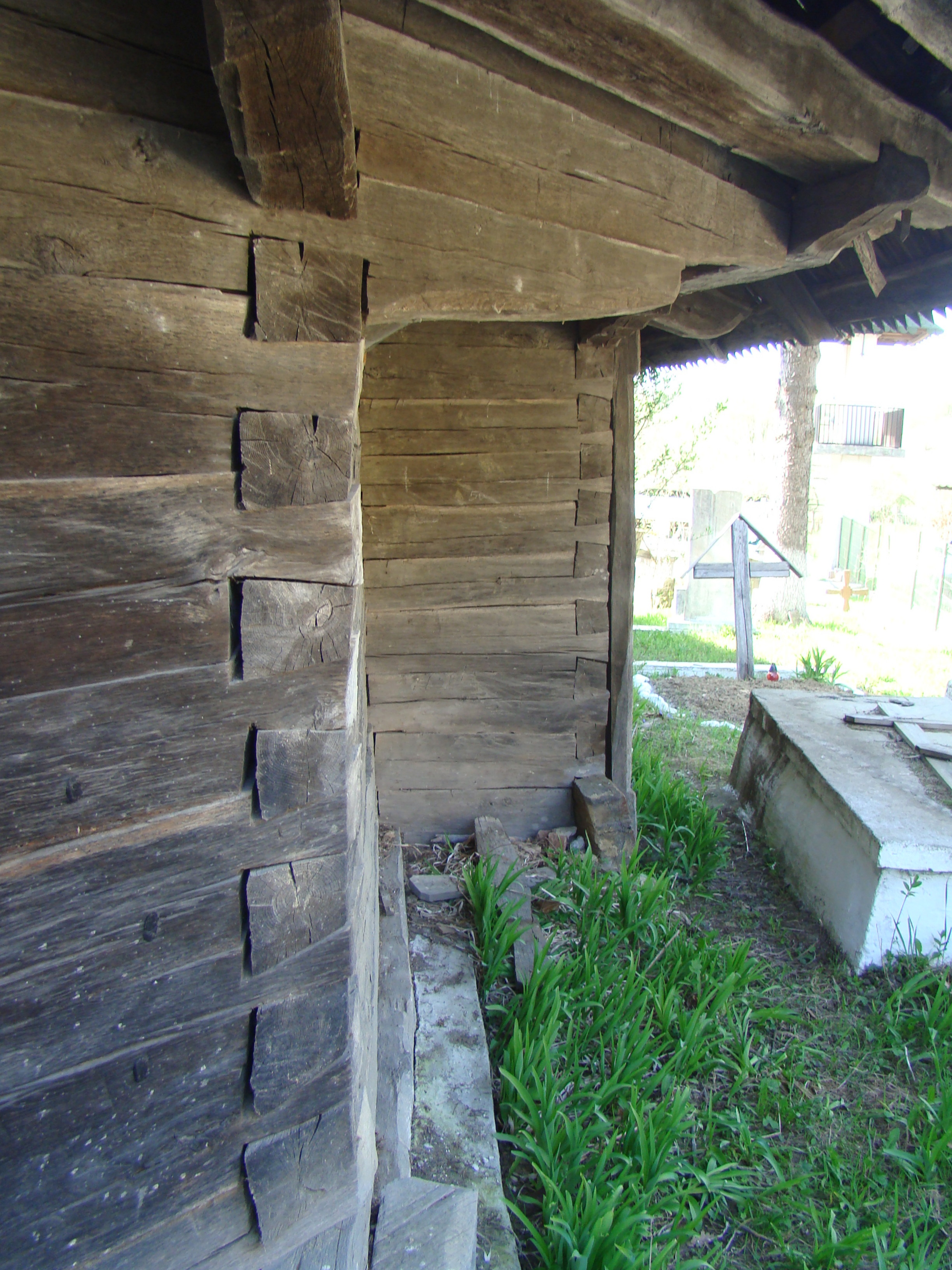
Decroşul absidei altarului
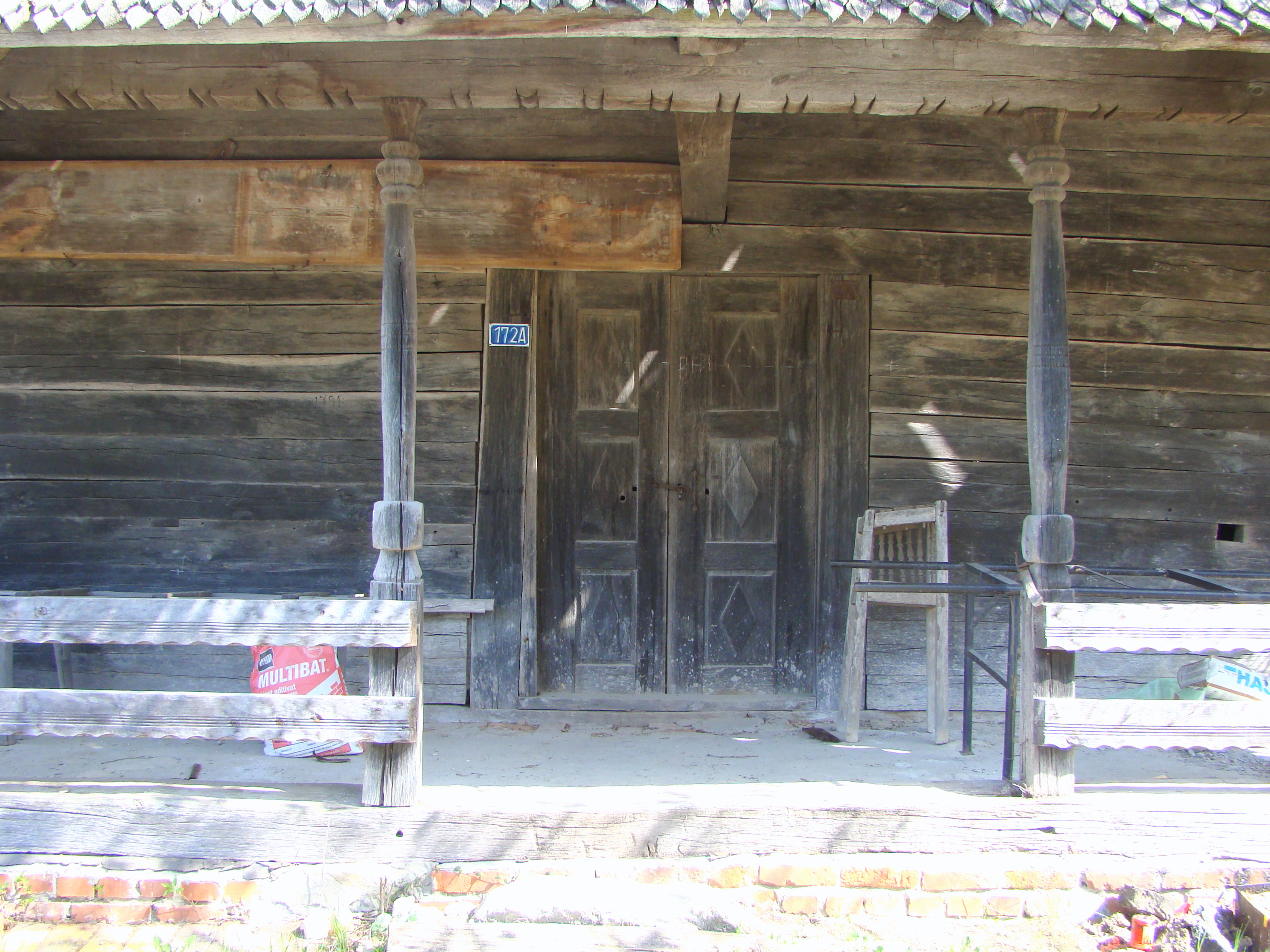
Intrarea şi partea centrală a pridvorului de pe latura vestică
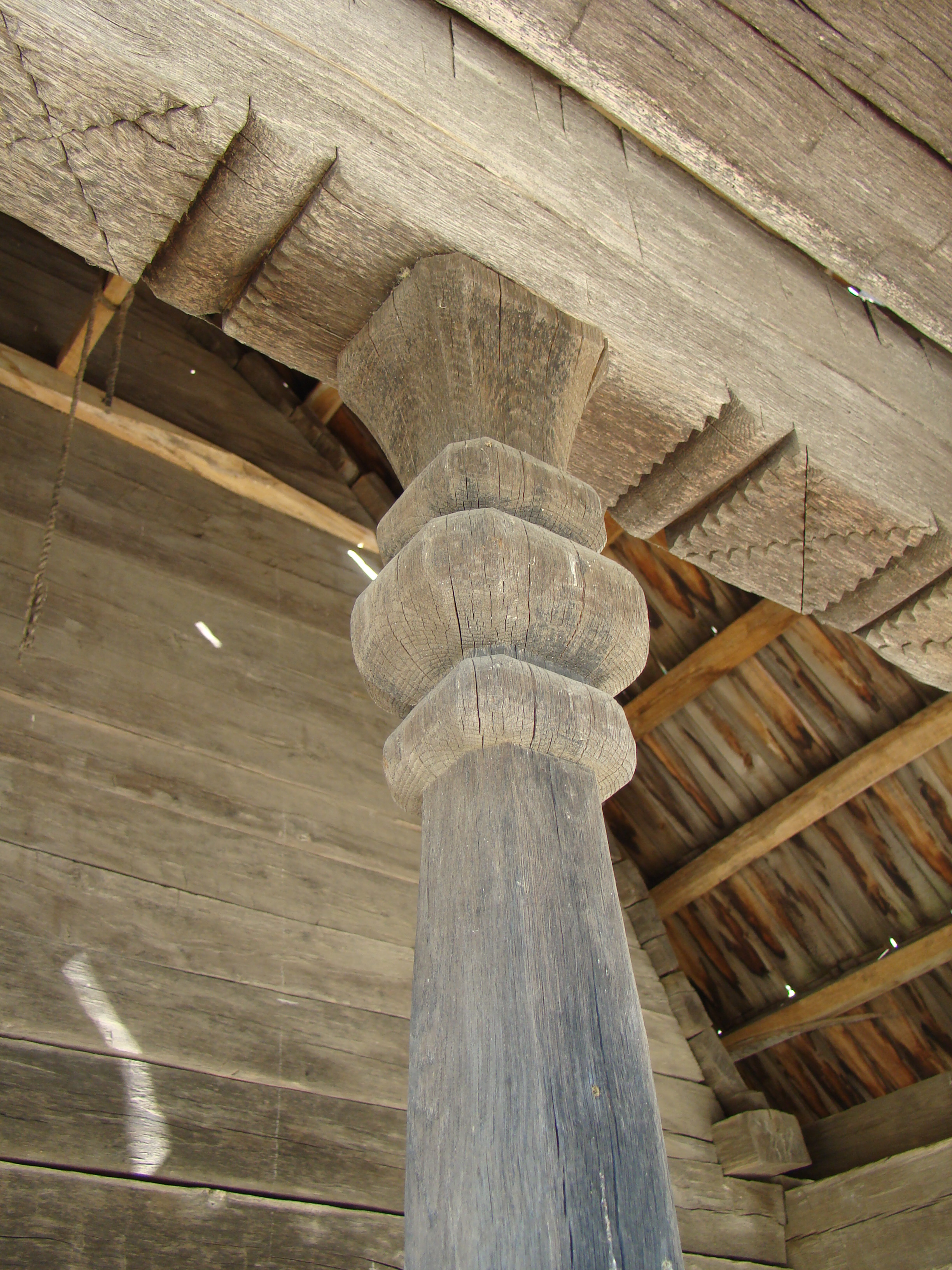
Capăt de stâlp
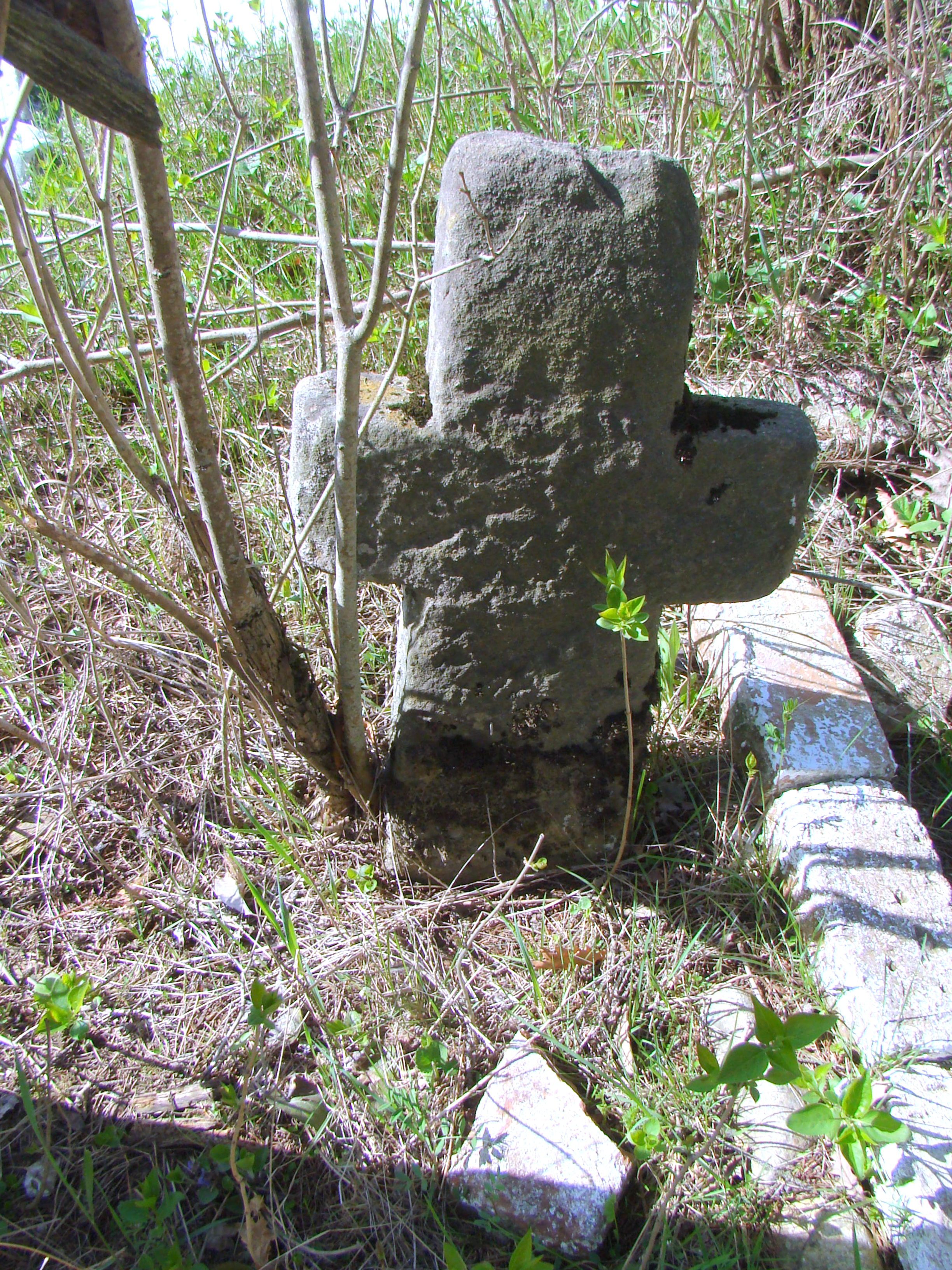
Cruce veche de piatră